# Rhyacophila appennina
Rhyacophila appennina là một loài Trichoptera trong họ Rhyacophilidae. Chúng phân bố ở miền Cổ bắc.